# Hydraulophone
Un hydraulophone désigne :

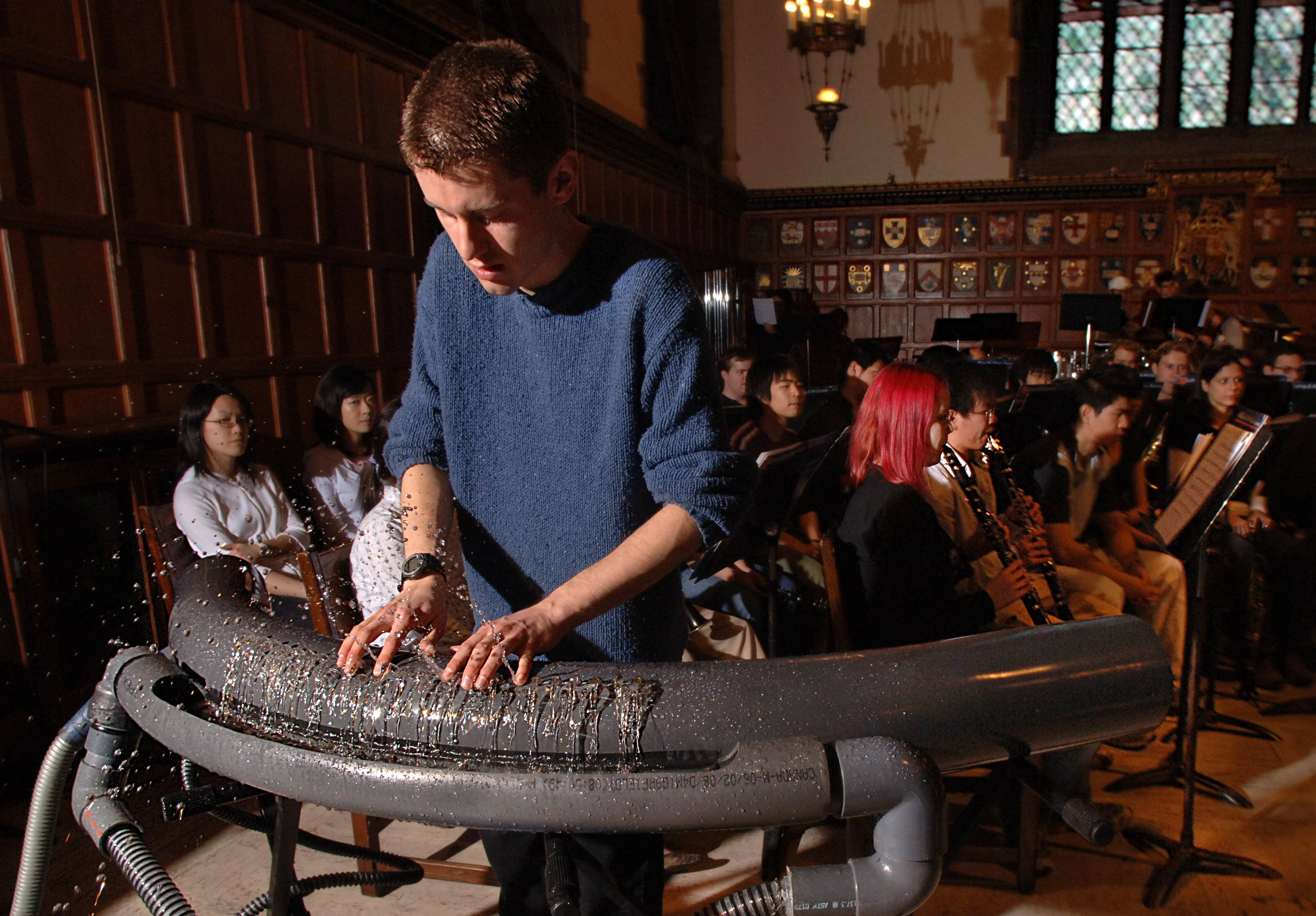
Flute d'eau en roseaux. Hydraulophone à trous, permettant un contrôle complexe, mais polyphonique en insérant un doigt dans l'une des 45 embouchures.

1. un instrument de musique tonal, utilisant directement l'eau (parfois d'autres liquides) pour générer le son. L'objet a été inventé et nommé par Steve Mann. Il est souvent fait de roseaux.
2. un dispositif servant à la surveillance et au contrôle du débit des fluides, en fonction du son produit.

## Relations avec les instruments à vents
L'hydraulophone musical fonctionne sur un principe voisin de celui des instruments à vent, mais utilise un fluide incompressible (ou faiblement compressible) plutôt qu'un gaz compressible comme l'air.
Pour cette raison les hydraulophones sont parfois considérés comme des bois (woodwater) indépendamment de leur matériau réel.

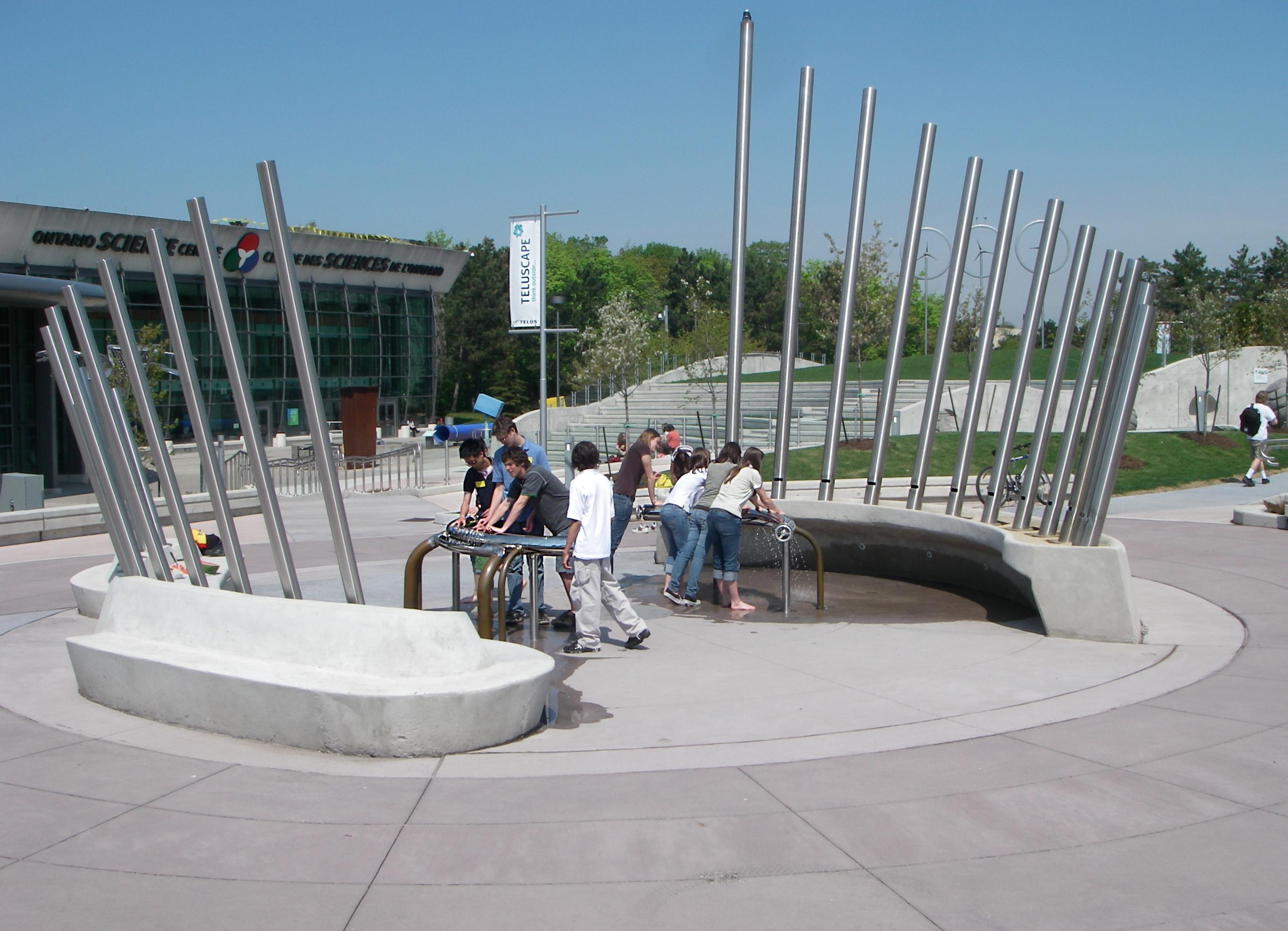
Le plus grand hydraulophone dans le monde: Centre des sciences de l'Ontario